# Kratylos

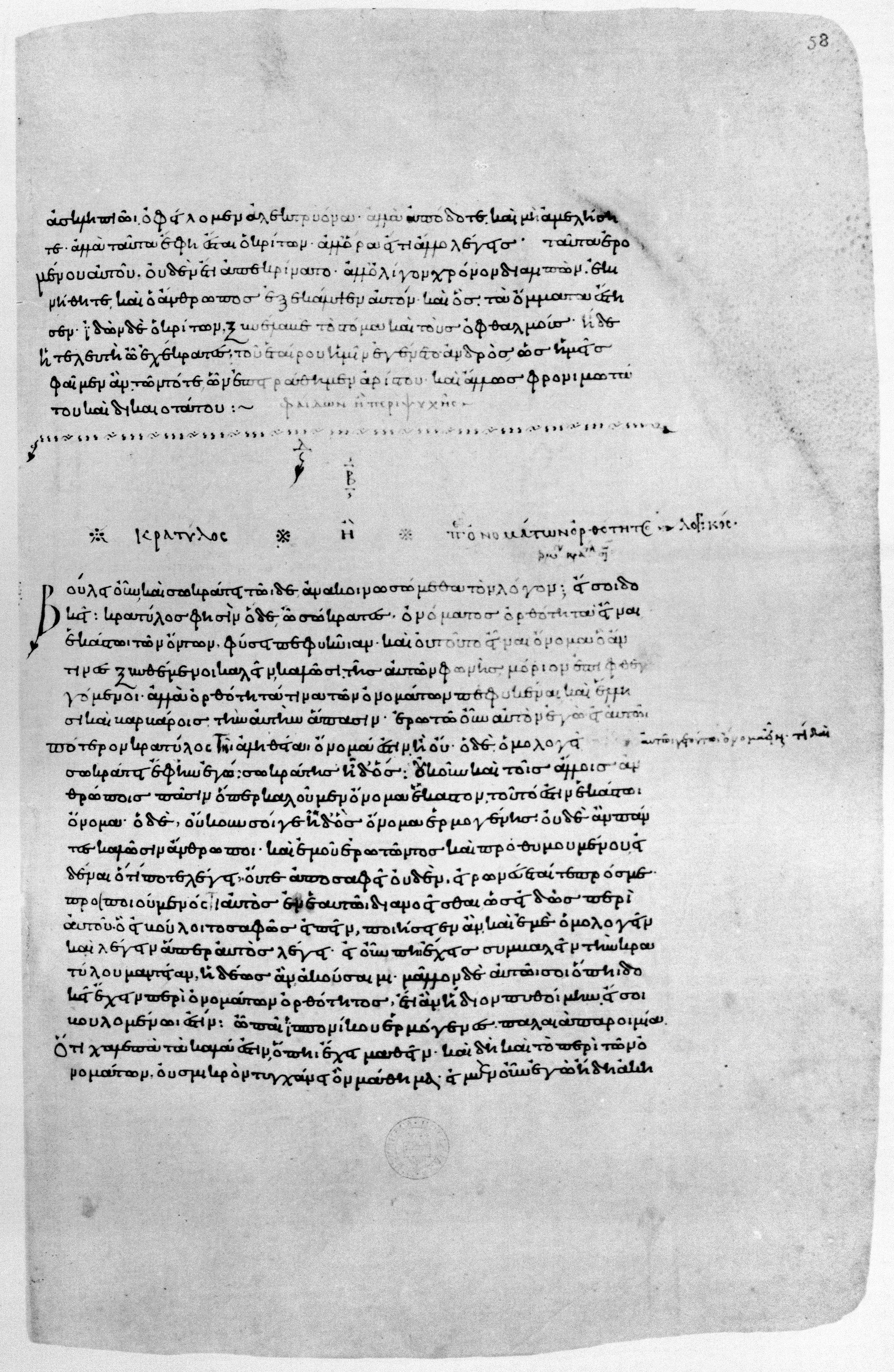
Der Anfang des Kratylos in der ältesten erhaltenen mittelalterlichen Handschrift, dem 895 geschriebenen Codex Clarkianus (Oxford, Bodleian Library, Clarke 39)

Der Kratylos (altgriechisch Κρατύλος Kratýlos, lateinisch Cratylus) ist eine Schrift des griechischen Philosophen Platon. Das in Dialogform verfasste Werk bildet den Ausgangspunkt der europäischen Sprachphilosophie und Sprachwissenschaft. An dem fiktiven, literarisch gestalteten Gespräch sind drei Personen beteiligt: Platons Lehrer Sokrates, der Philosoph Kratylos, nach dem der Dialog benannt ist, und dessen Freund Hermogenes.
Erörtert wird die Stichhaltigkeit der Behauptung, dass nicht nur Aussagen richtig oder falsch sind, sondern es auch eine Richtigkeit von Namen und Bezeichnungen gibt. Dies ist dann der Fall, wenn Bezeichnungen ihren Gegenständen nicht willkürlich, sondern von Natur aus zugeordnet sind und die Beschaffenheit der Gegenstände wahrheitsgemäß ausdrücken. Wenn jede korrekte Bezeichnung das aussagt, was das Bezeichnete tatsächlich ist, ermöglicht die etymologische Untersuchung der einzelnen Wörter, indem sie deren Sinn erhellt, Rückschlüsse auf das Wesen der mit ihnen bezeichneten Dinge. Kratylos ist von der natürlichen Richtigkeit der Wörter überzeugt (semantischer Naturalismus), während Hermogenes von der Hypothese einer willkürlichen Vereinbarung der Wortbedeutungen ausgeht (Konventionalismus). Sokrates setzt sich mit beiden Konzepten kritisch auseinander.
Nach Untersuchung der theoretischen Voraussetzungen sowie zahlreicher Beispiele verwirft Sokrates sowohl die Vermutung, dass die Zuordnung von Bezeichnungen und Dingen auf zufälliger Konvention beruht, als auch die gegenteilige Position, der zufolge alle Bezeichnungen objektiv „richtig“ sind und daher eine grundsätzlich erkennbare Wahrheit über das Wesen der Dinge enthalten. Nach Sokrates’ Ansicht haben die „Wortbildner“ oder „Namensgeber“ als Urheber der Bezeichnungen diese zwar sinnvoll zuordnen wollen, dabei aber Irrtümer begangen. Zu gesicherter Erkenntnis dessen, was die einzelnen Dinge sind, kann man somit durch Untersuchung von Wörtern nicht gelangen. Vielmehr hat der Philosoph die Dinge selbst unabhängig von ihren Bezeichnungen zu erforschen.
Der Kratylos gilt als eines der schwierigsten Werke Platons. In der neueren Forschung wird seine wegweisende Bedeutung für die europäische Sprachphilosophie gewürdigt: Die Überlegungen im Dialog erscheinen als Weichenstellung in eine Richtung, die schließlich zur modernen Zeichentheorie der Sprache führte.

## Ort, Zeit und Teilnehmer

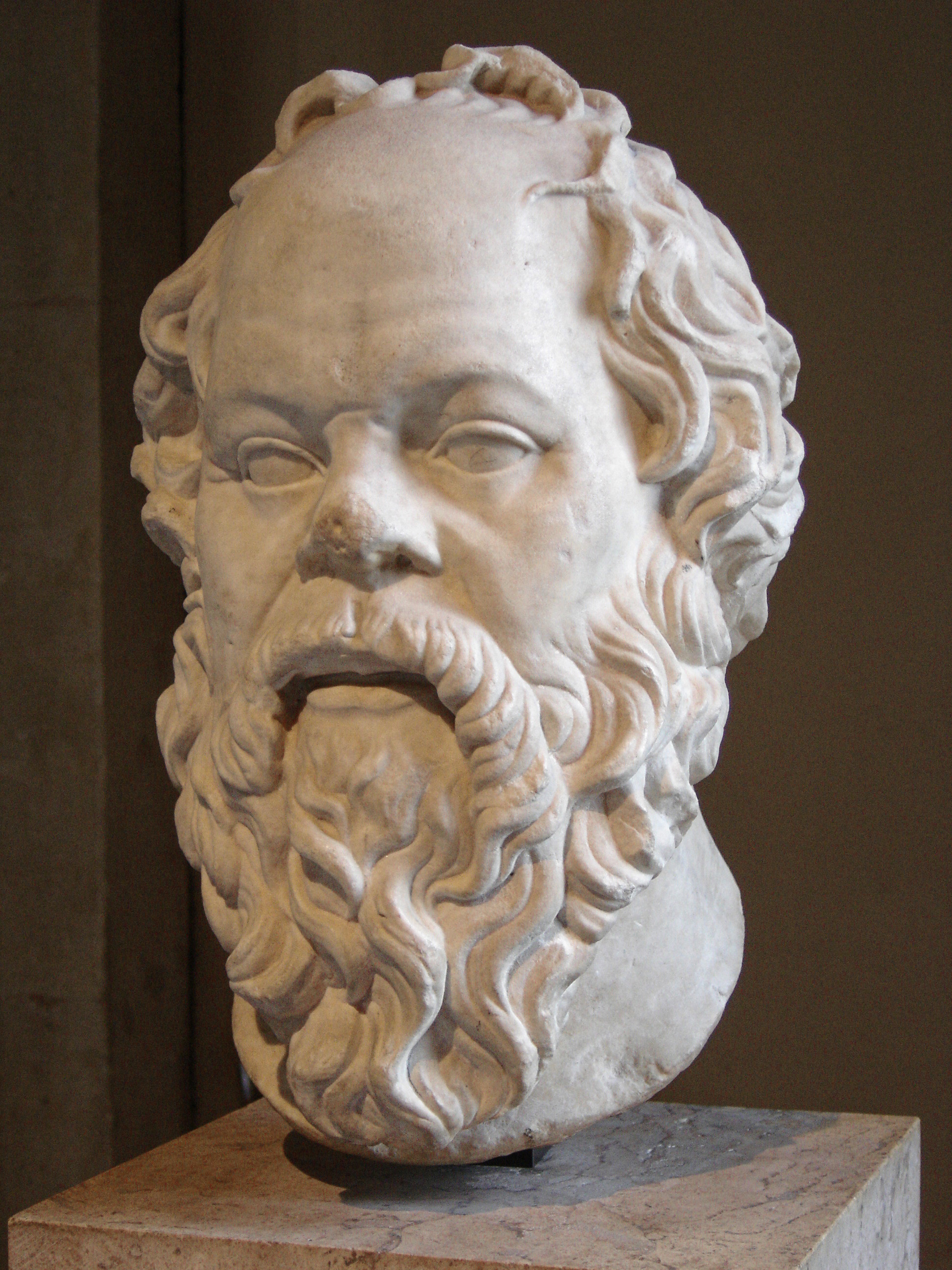
Sokrates (römische Büste, 1. Jahrhundert, Louvre, Paris)

Die Debatte spielt sich in Athen ab, nähere Angaben zum Ort der Zusammenkunft werden nicht gemacht. Für die Datierung der fiktiven Handlung bietet der Text nur wenige Anhaltspunkte. Eine beiläufige Bemerkung des Sokrates über ein nächtliches Ausgehverbot auf der Insel Aigina deutet darauf, dass Aigina sich unter athenischer Herrschaft befindet; dies ist ab 431 v. Chr. der Fall gewesen. Der 422/421 v. Chr. gestorbene Hipponikos von Alopeke, der Vater des Hermogenes, ist anscheinend noch am Leben, denn Hermogenes hat einer Bemerkung des Sokrates zufolge (noch) nicht geerbt. Demnach fällt die Dialoghandlung in den Zeitraum 431 bis 421, also in die erste Phase des Peloponnesischen Krieges, der ab 421 durch den „Nikiasfrieden“ für einige Jahre unterbrochen wurde. Da der im Jahr 469 geborene Sokrates im Dialog sein nach damaligem Maßstab hohes Alter erwähnt, kommt wohl eine Zeit vor den späten 420er Jahren nicht in Betracht. Allerdings besagt nach einer anderen Interpretation die Bemerkung über die nicht angetretene Erbschaft, dass Hermogenes nichts geerbt hat, obwohl sein Vater bereits gestorben ist. Wenn dies zutrifft, ist nicht das Jahr 421 v. Chr., sondern das Ende des Peloponnesischen Krieges 404 v. Chr. die obere Grenze für die Datierung der Dialoghandlung, während 422 v. Chr. die untere Grenze bildet.
Kratylos und Hermogenes sind keine fiktiven Figuren, sie haben tatsächlich als Zeitgenossen des Sokrates in Athen gelebt. Der historische Kratylos, der wohl um die Mitte des 5. Jahrhunderts geboren wurde, bekannte sich zur Lehre des Vorsokratikers Heraklit. Der historische Hermogenes gehörte zum Umfeld des Sokrates, er war mit ihm eng verbunden und bei seinem Tod anwesend.
Im Dialog wird Kratylos als jung bezeichnet und auch Hermogenes scheint ein junger Mann zu sein. Sokrates hingegen weist – wenn auch scherzhaft – darauf hin, dass seine geistige Spannkraft bereits altersbedingt nachlasse.

## Inhalt
Eine Rahmenhandlung fehlt, das Gespräch setzt unvermittelt ein. Kratylos und Hermogenes haben bereits über ihre gegensätzlichen sprachphilosophischen Auffassungen kontrovers und ergebnislos diskutiert. Nun ist Sokrates hinzugekommen, und Hermogenes schlägt vor, ihn beizuziehen. Kratylos stimmt zu. Hermogenes beschreibt das Problem, indem er die beiden konträren Positionen zusammenfassend wiedergibt. Die anschließende Debatte zerfällt in zwei Teile. Im ersten, weitaus größeren Teil diskutiert Sokrates mit Hermogenes, Kratylos hört schweigend zu. Im zweiten Teil debattieren Sokrates und Kratylos, Hermogenes hört zu.

### Die Problemstellung
Zuerst fasst Hermogenes die Position des Kratylos zusammen. Kratylos glaubt, dass es eine natürliche Richtigkeit der Wörter gibt. Demnach kommt jedem Benennbaren von Natur aus eine einzige objektiv richtige Benennung zu, die nicht kulturell bedingt, sondern für alle Menschen gleichermaßen gültig ist. Da es sich um eine Naturgegebenheit handelt, spielt die Verschiedenheit der Sprachen keine Rolle; die richtigen Wörter bilden eine Universalsprache. Es ist möglich, die naturgemäßen Benennungen zu ermitteln. Beispielsweise tragen Kratylos und Sokrates ihre Namen zu Recht, der Name des Hermogenes hingegen stimmt nicht; er ist nicht wirklich der seinige, obwohl alle ihn verwenden.
Sokrates weist darauf hin, dass die letztere Bemerkung des Kratylos ein Scherz sein dürfte: „Hermogenes“ bedeutet „vom Gott Hermes abstammend“, und wenn das zuträfe, müsste Hermogenes in Geldangelegenheiten erfolgreich sein, denn Hermes ist unter anderem der Gott des Gewinns. In Wirklichkeit ist Hermogenes aber finanziell nicht gut gestellt. Zu einer gemeinsamen Untersuchung der sprachphilosophischen Frage ist Sokrates gern bereit, doch hält er das Problem für schwierig und bekennt seine Unwissenheit. Er nutzt die Gelegenheit zu einem Seitenhieb auf den berühmten Sophisten Prodikos, der behauptet, sich auf diesem Gebiet auszukennen, und bereit ist, seine Weisheit den Lernwilligen gegen reichliche Bezahlung zu vermitteln. Ironisch führt Sokrates, der unvermögend ist, seine Unwissenheit darauf zurück, dass er den Vortrag des Prodikos, für den ein Eintritt von fünfzig Drachmen verlangt wird, nicht gehört hat.
Hermogenes vertritt als Konventionalist eine Auffassung, die der des Kratylos radikal entgegengesetzt ist. Nach seiner Überzeugung sind alle Wortbedeutungen willkürlich festgelegt, sie beruhen ausschließlich auf Übereinkunft und Gewohnheit. Richtig ist eine Benennung nur aufgrund der Konvention, durch die sie einem Gegenstand zugeordnet ist. Grundsätzlich kann jede solche Konvention jederzeit geändert werden, und sobald das geschieht, ist die neue Benennung gültig und richtig.

### Die theoretische Untersuchung der Hypothese des Hermogenes
Nach der Ansicht des Hermogenes kann jeder nach seinem Belieben eine Privatsprache schaffen, in der beispielsweise das Wort „Pferd“ die Bedeutung „Mensch“ erhält und das Wort „Mensch“ die Bedeutung „Pferd“. Die Wortbedeutungen der Privatsprache sind nicht richtiger oder weniger richtig als die des allgemeinen Sprachgebrauchs. Dagegen bringt Sokrates vor, es sei unstimmig, eine Aussage als Ganzes für wahr oder falsch zu halten, aber den Teilen der Aussage einschließlich der kleinsten Teile, der einzelnen Wörter, keinen Wahrheitswert zuzuweisen. Diese Überlegung bringt jedoch Hermogenes nicht von seiner Meinung ab. Er macht zugunsten seiner Hypothese geltend, dass es nicht nur verschiedene Sprachen gibt, sondern der Sprachgebrauch sogar von Stadt zu Stadt schwankt.
Darauf wählt Sokrates einen neuen Ansatz. Er fragt, ob die Subjektivität und Beliebigkeit, die Hermogenes für die Wortbedeutungen annimmt, auch für die Dinge gelten soll. Damit ordnet er die subjektivistische Sprachtheorie seines Gesprächspartners in den Zusammenhang eines subjektivistischen Weltbilds ein, wie es der einflussreiche Sophist Protagoras vertritt. Protagoras lehrt, dass der Mensch das Maß aller Dinge sei. Nach der hier wiedergegebenen Interpretation seiner Auffassung ist damit jeder einzelne Mensch gemeint. Demnach gibt es keine objektive Realität, sondern für jeden sind die Dinge wirklich so, wie sie ihm erscheinen. Außer den Erscheinungen, die auf subjektive Weise wahrgenommen und bewertet werden, gibt es keine erkennbare Wirklichkeit. Hermogenes neigt zu dieser Position, aber Sokrates macht ihn auf ein Problem aufmerksam: Wenn man so denkt, verlieren Begriffe wie „gut“, „schlecht“, „vernünftig“ und „unvernünftig“ jeden objektiven Sinn. Dann ist kein Mensch vernünftiger oder ethisch besser als ein anderer, und es ist nicht mehr möglich, sich über die Richtigkeit oder Falschheit solcher Urteile zu verständigen. Vor dieser Konsequenz schreckt Hermogenes zurück, daher schließt er sich der Ansicht des Sokrates an. Somit wird Übereinstimmung darüber erzielt, dass sich Aussagen über das Wesen von Personen auf objektive Sachverhalte in deren Natur beziehen; Menschen sind tatsächlich charakterlich gut oder schlecht.
Ebenso sind, wie Sokrates anschließend darlegt, menschliche Handlungen nicht das Ergebnis willkürlicher Einfälle, sondern sie orientieren sich an den Naturgegebenheiten. Man kann etwas nur so schneiden oder brennen, wie es die Naturgesetze gestatten. Richtig ist das Vorgehen, mit dem man sich den Gegebenheiten anpasst, um einen Zweck zu erreichen. Hier sind „richtig“ und „falsch“ objektive Tatsachen, der Erfolg oder Misserfolg ist das Kriterium der Richtigkeit einer Handlung. Da das Reden eine Handlung ist, muss dies auch für Mitteilungen gelten. Auch dabei gibt es richtiges und falsches Verhalten: Wer sich nicht an die naturgemäßen Regeln verbaler Kommunikation hält, erreicht nichts. Daraus folgert Sokrates, dass auch das Benennen, das ein fundamentaler Teil des Redens ist, an einer objektiven Realität ausgerichtet sein muss; eine Benennung hat der Natur des Benannten zu entsprechen. Das Wort ist das Werkzeug des Sprechenden so wie ein Bohrer das Werkzeug eines Handwerkers oder das Weberschiffchen das Werkzeug des Webers. Wie ein Handwerksgerät muss es für die Aufgabe, die es zu erfüllen hat, geeignet sein. Seine Aufgabe ist das Belehren und die Abgrenzung des Wesens des von ihm Bezeichneten. Somit ist es nicht beliebig. Der „Gesetzgeber“ oder „Wortbildner“, der die Wortbedeutungen eingeführt hat, kann nicht willkürlich gehandelt haben. Er muss die Benennungen unter dem Gesichtspunkt ihrer Tauglichkeit für den jeweiligen Zweck eingeführt haben. Ebenso wie ein Produzent von Handwerksgeräten muss er ein Fachmann gewesen sein und als solcher über eine besondere „Kunst“ (téchnē) verfügt haben.
Die Verschiedenheit der Sprachen, von denen jede ihren eigenen Wortbildner hat, steht dem nicht entgegen. Die Wortbildner sind Schmieden vergleichbar, von denen jeder eine andere Art Eisen verwendet und daraus brauchbare Werkzeuge herstellt. Wenn ein Schmied einen Bohrer herstellt, hat er dabei ein Urbild im Sinn, ein geistiges Muster, an dem er sich orientiert. Analog orientiert sich ein Wortbildner, wenn er ein Wort einführt, am Urbild – der „platonischen Idee“ – der Benennung für den jeweiligen Gegenstand. Das Wort, das er diesem Gegenstand in der jeweiligen Sprache zuweist, ist ein Abbild jener allgemeinen Idee. Jede Benennung in jeder Sprache ist der dem benannten Ding zugeordneten Benennungsidee nachgebildet, welche die Natur des zu benennenden Dings optimal ausdrückt. Die Verschiedenheit der Benennungen desselben Dings in verschiedenen Sprachen ergibt sich daraus, dass sie unterschiedliche Abbildungen desselben Urbilds sind. Das Urbild selbst hat als solches wie alle platonischen Ideen keine sinnlich wahrnehmbare Form. Nur die Abbilder sind hörbare Wörter.
Die Beurteilung der Qualität eines Instruments fällt in die Kompetenz des Fachmanns, der es verwenden soll. Analog verhält es sich nach Sokrates’ Überzeugung mit den Wörtern: Die Richtigkeit ihrer Zuordnung zu den Dingen zu beurteilen ist die Aufgabe desjenigen, der sie gebrauchen soll. Das ist der, der sachverständig zu fragen und zu antworten versteht: der Dialektiker, der wissenschaftlich untersuchende Philosoph. Sokrates gibt Kratylos im Prinzip Recht, indem er einen inneren Zusammenhang zwischen der Beschaffenheit der Wörter und derjenigen der Dinge annimmt und diesen auf das überlegte Vorgehen fachkundiger Wortbildner zurückführt. Er teilt auch die Meinung des Kratylos, wonach die dabei geltenden Gesetzmäßigkeiten prinzipiell erkennbar sind und ihre Erforschung zu den Aufgaben des Philosophen gehört.

### Die Untersuchung anhand von Beispielen
Hermogenes kann der Argumentation des Sokrates auf der theoretischen Ebene nichts entgegensetzen. Er bezweifelt aber weiterhin, dass eine natürliche Richtigkeit der Wörter konkret demonstriert werden kann, und fordert Sokrates auf, sie aufzuzeigen. Sokrates behauptet nicht, dazu in der Lage zu sein, ist aber gern bereit, zusammen mit Hermogenes eine Untersuchung durchzuführen. Dass von Sophisten wie Protagoras diesbezüglich nichts zu erhoffen ist, ist Hermogenes nun klar.
Einen ersten Anhaltspunkt für die Ermittlung der natürlichen Richtigkeit findet Sokrates bei Homer. Verschiedentlich stellt der berühmte Dichter fest, bei den Göttern würden andere Namen verwendet als bei den Menschen. Beispielsweise erfährt man in Homers Ilias, der Fluss, den die Menschen Skamandros nennen, werde bei den Göttern Xanthos genannt. Demnach ist Xanthos der richtige Name, denn den Göttern ist bessere Sachkenntnis zuzutrauen als den Menschen. Anschließend erörtert Sokrates eine Reihe von Benennungen, zunächst Namen von mythischen Gestalten wie des Königs Tantalos und des trojanischen Helden Hektor und von Göttern wie Zeus und Uranos. Die Personennamen hängen mit ähnlich klingenden Begriffen zusammen und sagen damit etwas über ihre Träger aus; beispielsweise soll der Name des mythischen Helden Orestes durch seine Ähnlichkeit mit oreinón („gebirgig“) das Wilde und Raue in der Wesensart des Namensträgers ausdrücken. Anhand derartiger etymologischer Deutungen der Namen erläutert Sokrates, wie man sich deren inneren Zusammenhang mit den Namensträgern vorstellen kann. Dabei zieht er teils mehrere Deutungen für einen Namen in Betracht. Er drückt sich vorsichtig aus, womit er seine Unsicherheit erkennen lässt. Zugleich scheint er aber von seinen Einfällen begeistert zu sein.
Sokrates betont, der Zusammenhang beruhe nur darauf, dass der Name etwas für seinen Träger Charakteristisches anklingen lasse. Dies könne auf unterschiedliche Weise geschehen, die Richtigkeit der Benennung hänge nicht von einem bestimmten Lautbestand oder einer bestimmten Reihenfolge der Buchstaben oder Silben ab. Einschränkend weist Sokrates allerdings darauf hin, dass Menschen oft nach ihren Vorfahren benannt werden oder die Namensgebung Wunschvorstellungen der Eltern ausdrückt wie etwa bei Theophilos („gottgeliebt“, deutsche Lehnübersetzung Gottlieb). Solche Namen könnten dem Wesen ihrer Träger nicht gerecht werden, sie seien nicht die von Natur aus richtigen. Daher stoße man bei allgemeinen Begriffen eher auf Richtiges als bei individuellen Namen.
Es folgt die Analyse zahlreicher Wörter, beginnend mit „Götter“, „Daimonen“, „Heroen“ und „Menschen“. Das Wort „Götter“ (theoí) wird auf das Laufen (thein) zurückgeführt, was mit dem Lauf der für Götter gehaltenen Gestirne zusammenhänge. „Mensch“ (ánthrōpos) ist nach der Etymologie des Sokrates aus zwei Bestandteilen zusammengesetzt: Der Mensch ist dadurch charakterisiert, dass er das bedenkt (anathreí), was er gesehen hat (ópōpe); im Gegensatz zu den Tieren, die sich nichts überlegen, ist er der Erwäger (anathrṓn) des Gesehenen. Anschließend werden die Wörter „Seele“ und „Körper“ betrachtet. Dabei führt Sokrates eine Interpretation an, der zufolge der Körper (sṓma) das Grab (sēma) der Seele ist, weil sie in ihm wie in einem Grab eingeschlossen ist; außerdem deutet er – mit Berufung auf eine orphische Lehre – den Körper als das, worin die Seele bis zum Tode aufbewahrt wird (sṓzetai). Darauf untersucht Sokrates auf Wunsch des Hermogenes eine Reihe von Götternamen sowie Bezeichnungen für Gestirne, Elemente und Zeiten. Dabei verbindet er mitunter die Analyse der Wörter mit philosophisch-theologischen Überlegungen; so erklärt er bei der Erörterung des Namens von Hades, des Gottes des Totenreichs, dieser werde von den Menschen grundlos gefürchtet. Die Ursache der Angst sei, dass die Verstorbenen nicht zurückkehrten. In Wirklichkeit blieben sie aber freiwillig im Totenreich, da sie das dortige körperfreie Dasein dem irdischen vorzögen und Hades ein großer Wohltäter sei. Schließlich wendet sich Sokrates Begriffen aus der Erkenntnistheorie und der Ethik zu sowie zahlreichen weiteren Ausdrücken aus verschiedenen Bereichen.
Bei diesen Erörterungen berücksichtigt Sokrates auch das Phänomen des Sprachwandels, den er zum Teil auf das Streben nach Wohlklang oder nach bequemer Aussprache zurückführt. Die Wörter seien im Lauf der Zeit umgeformt worden und dadurch sei ihr ursprünglicher innerer Zusammenhang mit den zugehörigen Dingen beeinträchtigt worden. In manchen Fällen seien Wörter durch Hinzufügen und Entfernen von Buchstaben so verändert worden, dass ihre ursprüngliche natürliche Richtigkeit nicht mehr erkennbar sei. Der ursprüngliche Sinn könne sogar ins Gegenteil verkehrt werden; in diesen Fällen müsse man sich an die alten Wortformen halten.

### Die Elementarwörter
Die bisher erörterten etymologischen Erklärungen bestehen darin, dass Wörter oder deren Bestandteile auf andere, ähnliche Wörter zurückgeführt werden. Dieses Verfahren kann aber, wie Sokrates nun feststellt, nicht endlos fortgesetzt werden, es muss an eine Grenze stoßen. Daher muss es Elementarwörter geben, die weder aus anderen Wörtern zusammengesetzt noch anderweitig auf andere Wörter zurückführbar sind. Sokrates vermutet, dass „gehen“, „fließen“, „binden“ und „halten“ solche Elementarwörter sind. Diese müssen ebenso wie alle anderen Wörter der Theorie zufolge eine Richtigkeit aufweisen, die auf ihrer Übereinstimmung mit dem von ihnen Bezeichneten beruht. Da aber in diesen Fällen die Richtigkeit nicht auf etymologischem Weg ermittelt werden kann, muss eine andere Vorgehensweise gefunden werden.
Den Ausgangspunkt bildet hier die Überlegung, dass der Wortbildner bei der Gestaltung der Benennungen das, was jeweils zu benennen war, nachgeahmt haben muss, um die angestrebte Übereinstimmung herbeizuführen. Dabei kann es sich aber nicht um ein simples Nachäffen mit der Stimme handeln, sonst bestünde die richtige Benennung eines Tieres in der Imitation seiner Lautäußerungen. Vielmehr ist bei den kleinsten Bestandteilen der Wörter, den Lauten, anzusetzen, indem deren Beziehungen zu den Dingen ermittelt werden, und wenn der Wesenszusammenhang zwischen den einzelnen Lauten und den Dingen erfasst ist, kann zu den größeren Einheiten, den Silben, und schließlich zu den Wörtern vorangeschritten werden.
Hinsichtlich der konkreten Ausgestaltung des Zuordnungssystems fühlt sich Sokrates unsicher, er betont vorab den hypothetischen Charakter seiner Überlegungen, die ihm selbst befremdlich vorkommen, und trägt dann seine Deutung einzelner Laute vor. Den Laut r betrachtet er als das passende Ausdrucksmittel für Bewegungen aller Art, da bei diesem Laut die Zunge am wenigsten unbewegt bleibt, sondern besonders stark vibriert. Daher hat der Wortbildner beispielsweise mit dem Wort rheín („fließen“) die Bewegung, um die es geht, durch das r nachahmend ausgedrückt. Das i ist der Laut, der am leichtesten durch alles hindurchgeht, daher passt es zu allem Feinen. Die Laute ph, ps, s und z sind hauchartig, daher eignen sie sich zur Bezeichnung von allem, was diese Natur aufweist, beispielsweise des Windigen (physṓdēs). Bei der Bildung des d und des t wird die Zunge zusammengedrückt und angepresst, daher sind diese Laute in Wörtern wie desmós („Binde“) und stásis („Stillstand“) enthalten, die sich auf die Hemmung oder das Fehlen von Bewegung beziehen. Beim l gleitet die Zunge am meisten, daher ist dieser Laut in leía („Glattes“) enthalten sowie auch in Wörtern wie olisthánein („gleiten“), liparón („fettig“) und kollṓdes („leimig“). Das g wirkt dem Gleiten der Zunge entgegen, daher passt die Verbindung von g und l für Wörter wie glíschron („klebrig“), glyký („süß“) und gloiṓdes („harzig“). Das n entsteht im Inneren des Mundes, daher wird in Wörtern wie éndon („innen“) und entós („innerhalb“) der Sachverhalt mit diesem Laut ausgedrückt. Das a ist groß und daher dem Wort mégas („groß“) zugeordnet, das lange ē passt zu mēkos („Länge“), während das o mit seiner Rundheit in gongýlon („das Runde“) dominiert.

### Die Überprüfung der Theorie des Kratylos
Hermogenes beklagt sich darüber, dass ihm Kratylos bisher seine Lehre von der Beziehung zwischen den Benennungen und den benannten Dingen nicht konkret erklärt hat, sondern sich auf vage Behauptungen beschränkt. Nun soll Kratylos zum Konzept des Sokrates Stellung nehmen und zugleich das seinige enthüllen. Kratylos reagiert ausweichend; er rechtfertigt seine Zurückhaltung mit der Ausrede, es handle sich um ein schwieriges Thema, das man nicht so leicht bewältigen könne. Doch Hermogenes und Sokrates gestatten ihm keine Ausflüchte. Sokrates fordert ihn auf, sich als Fachmann, der er ja sei, zu äußern. Darauf stimmt Kratylos den bisherigen Ausführungen des Sokrates pauschal zu, ohne selbst inhaltlich etwas beizutragen. Nun lädt ihn aber Sokrates zu einer gemeinsamen kritischen Überprüfung des Konzepts ein und warnt vor der Gefahr, bei unzureichender Selbstkritik einer Illusion zu erliegen. Die Selbsttäuschung sei die schlimmste Form von Täuschung, da der Täuschende dem Getäuschten keinen Augenblick von der Seite weiche.
Sokrates macht geltend, dass es unter den Künstlern und Handwerkern wie etwa Malern oder Baumeistern bessere und schlechtere gibt. Das räumt Kratylos ein. Sokrates will darauf hinaus, dass dann analog auch bei Gesetzgebern und Wortbildnern Qualitätsunterschiede anzunehmen seien, womit die Richtigkeit der Namensgebung relativiert würde. Das gibt Kratylos aber nicht zu. Er lehnt diesen Gedankengang, der seine Position unterminiert, radikal ab und behauptet, alle Benennungen seien gleich richtig. Um seine These gegen jede mögliche Kritik abzusichern, nimmt er sie in die Definition des Begriffs „Benennung“ auf: Unter „Benennung“ sei immer nur die jeweils richtige Bezeichnung zu verstehen, alle „falschen“ Benennungen seien in Wirklichkeit keine.
Dagegen wendet Sokrates ein, dass – wie schon zu Beginn des Dialogs erwähnt – „Hermogenes“ nach der Ansicht des Kratylos nicht der wahre Name des Hermogenes sei, dieser aber dennoch so heiße. Konsequenterweise antwortet Kratylos, Hermogenes führe diesen Namen nur scheinbar, da es nicht sein eigener Name sei, sondern der eines anderen. Mit dieser Deutung des Sachverhalts erweist sich Kratylos als Anhänger einer damals verbreiteten Lehre, nach der Schein und Täuschung in keiner Weise real sind, sondern nur Wahres existiert. Wahrheit ist immer absolut, abgestufte oder teilweise Richtigkeit gibt es nicht. Da sich Lüge und Irrtum auf etwas beziehen, was nicht ist, kann ihnen keinerlei Sein zukommen. Aussagen, die von Nichtseiendem handeln, gehören selbst zum Nichtseienden. Das bedeutet, dass unwahre Aussagen in Wirklichkeit keine Aussagen sind. Wenn beispielsweise jemand Kratylos mit Hermogenes verwechselt und mit „Willkommen, Hermogenes!“ begrüßt, so sagt er nicht etwas Falsches, sondern gar nichts; was er von sich gibt, sind nicht Worte, sondern nur eine sinnlose Folge von Tönen, wie wenn man auf Metall schlägt und damit einen Klang erzeugt.
Darauf versucht Sokrates, die Bestreitung der Realität von Falschem als unsinnig zu erweisen. Er veranschaulicht seine Sichtweise mit einem Vergleich: Ein Bild ist Nachahmung des Abgebildeten, eine Benennung nach Kratylos’ Theorie Nachahmung des Benannten. Man kann ein Bild fälschlich einem Gegenstand zuordnen, den es nicht abbildet. Beispielsweise kann man einem Mann das Bild einer Frau als sein eigenes Porträt zeigen. Ebenso kann man ihm auch sagen, er sei eine Frau. Wenn ein unrichtiges Zeigen möglich ist, muss auch ein unrichtiges Bezeichnen möglich sein. Darauf sollen sich die Begriffe „unrichtig“ und „falsch“ bei der Verwendung von Wörtern beziehen. Demnach gibt es falsche Bezeichnungen wirklich. Dann muss es auch falsche Sätze geben.
Anschließend wendet sich Sokrates gegen die Bestreitung relativer Richtigkeit, wobei er wiederum einen Vergleich mit Zeichnungen und Gemälden verwendet, um zu zeigen, dass es bei den Elementarwörtern relative Richtigkeit gebe. Ein Bild kann man verbessern oder verschlechtern, indem man einzelne Farben und Formen hinzufügt oder weglässt. So entstehen in der Malerei Qualitätsunterschiede, die Nachahmung des Abgebildeten gelingt besser oder schlechter. Analog soll es sich mit den Elementarwörtern verhalten: Ihre Richtigkeit lässt sich durch Veränderung des Laut- und Silbenbestandes verändern, sie variiert und ist somit relativ. Kratylos folgt zunächst diesem Gedankengang, lehnt dann aber die Folgerung ab und beharrt auf seiner alten Position: Wenn man an der richtigen Benennung auch nur die geringste Veränderung vornimmt, etwa einen Buchstaben versetzt, wird sie dadurch sofort eine andere. Damit büßt sie nicht nur ihre Richtigkeit ein, sondern zugleich ihr Sein. Sie ist dann keine Benennung mehr.
Dagegen bringt Sokrates vor, Kratylos denke mathematisch, hier jedoch gehe es nicht wie in der Mathematik um Quantitäten, die entweder stimmen oder nicht, sondern um die Qualität von Nachahmungen. Sein Gedankengang lautet: Eine Nachahmung kopiert das Nachgeahmte niemals exakt, sonst wäre sie dessen Verdoppelung, und dann gäbe es keinen Unterschied mehr zwischen Abbild und Abgebildetem, Benennung und Benanntem; ein Ding und sein Name wären identisch. Jedes Bild kann zwangsläufig das abgebildete Objekt nur teilweise wiedergeben; beispielsweise kann ein Maler, der Kratylos malt, zwar seine Hautfarbe und seine Gestalt nachbilden, nicht aber sein Inneres, die Abstufungen seiner Weichheit und Wärme, seine Bewegungsweise, seine Seele und sein Denken. Analog verhält es sich mit einer Benennung; auch sie kann, da sie nur ein Wort ist, niemals die Gesamtheit des Benannten in sich enthalten. Eine Bezeichnung soll nur das Charakteristische des Bezeichneten möglichst gut abbilden. Somit ist die Richtigkeit der einzelnen Benennungen relativ und schwankend. Kratylos räumt dies widerstrebend ein.
Hieran anknüpfend will Sokrates nunmehr zeigen, dass die Konventionshypothese des Hermogenes keineswegs gänzlich verfehlt sei. Dazu führt er folgendes Beispiel an. Das r passt – wie schon dargelegt – zur Rauheit, das l zum Glatten und Weichen. Das griechische Wort für „rau“ ist sklērós. Wenn aber das l das Gegenteil von „rau“ ausdrückt, dürfte es in dem Wort, das diese Bedeutung hat, gar nicht vorkommen. Kratylos stimmt zu und vermutet, es handle sich um eine Verfälschung; die ursprüngliche, richtige Wortform sei vielleicht skrērós. Nun macht Sokrates darauf aufmerksam, dass dennoch jeder die gebräuchliche Wortform mit dem verbindet, was sie bezeichnen soll. Das führt Kratylos selbst auf Gewohnheit zurück. Damit hat er eine wichtige Konzession gemacht, denn nun gibt er zu, dass der Lautbestand der Wörter zumindest teilweise auf Konventionen beruht, die sich durch Gewöhnung durchgesetzt haben, obwohl sie zum Teil sogar das Gegenteil des nach seiner Theorie von Natur aus Richtigen beinhalten. Ein weiteres Argument des Sokrates lautet, dass das Nachahmungsmodell des Kratylos an den Zahlen scheitere: Die Zahlenreihe könne nicht mit lautlich nachahmenden Bezeichnungen dargestellt werden, bei den Zahlennamen müsse Zuordnung durch Konvention vorliegen.

### Erkenntnistheoretische Konsequenzen
Schließlich wendet sich Sokrates dem Kern von Kratylos’ Theorie zu: der erkenntnistheoretischen Relevanz der Wörter. Kratylos hält Benennungen für lehrreich: Wer sie kenne, der kenne dank des inneren Zusammenhangs auch die Dinge, und darin liege der Wert der Benennungen. Aus seiner Sicht bildet das Verständnis der Wörter sogar den einzigen Weg, auf dem man zur Wahrheit über die Dinge vordringen kann. Das bedeutet, dass für Kratylos die Möglichkeit philosophischer Erkenntnis der Wirklichkeit mit seiner Sprachtheorie steht oder fällt. Nachdem sich aber gezeigt hat, dass Benennungen zumindest teilweise auf willkürlichen Konventionen und Gewohnheiten beruhen und außerdem, auch wenn man vom Konzept natürlicher Richtigkeit ausgeht, falsch oder verfälscht sein können, erscheint die Erkundung der Wahrheit mittels der Wörter als sehr problematisch. Gesichertes Wissen ist auf diesem Weg, wie Sokrates nun betont, nicht zu erlangen.
Dieses Ergebnis will Kratylos allerdings nicht mittragen, da nun der völlige Zusammenbruch seiner Theorie droht. Er beruft sich auf die Kompetenz des Wortbildners, der gewiss richtig entschieden habe; zudem habe Sokrates selbst bereits die Sinnhaftigkeit und zweckmäßige Bildung der Wortformen aufgezeigt. Dieses Argument lässt Sokrates jedoch nicht gelten. Er zeigt anhand einer Reihe von Beispielen Widersprüche auf, die sich ergeben, wenn man versucht, im Sinne von Kratylos’ Theorie die Wörter konsequent in eine Systematik zu bringen. Ferner weist er auf eine Unlogik in der Theorie hin: Die Wortbildner der einzelnen Sprachen müssen die Benennungen nacheinander eingeführt und den Dingen zugeordnet haben, beginnend mit den Elementarwörtern. Dazu bedurften sie einer Kenntnis der Natur der Dinge. Wenn aber, wie Kratylos meint, die Natur der Dinge nur aus deren Benennungen erschließbar ist, können die Wortbildner noch nicht über sie Bescheid gewusst haben, als sie mit ihrer Tätigkeit begannen. Als Ausweg schlägt Kratylos vor, eine wortbildende Instanz mit übermenschlichen Fähigkeiten anzunehmen. Damit kann er aber die Unstimmigkeiten, an denen die Anwendung seiner Theorie scheitert, nicht beheben.
Nun zieht Sokrates die Folgerung aus dem Ergebnis der Diskussion. Es hat sich herausgestellt, dass die Benennungen als Nachahmungen der benannten Dinge teilweise unpassend sind. Daher darf man nicht von den Wörtern ausgehen, wenn man Wissen über die Dinge erlangen will, sondern man muss sich den Dingen selbst unmittelbar zuwenden. Dies hat den gewichtigen Vorteil, dass man dann nicht auf dem Umweg über Abbilder, sondern auf direkte Weise Erkenntnisse über die Wirklichkeit anstrebt.
Allerdings kann das Erkenntnisstreben, wie Sokrates ergänzend bemerkt, nur erfolgreich sein, wenn es Erkenntnisobjekte gibt, die sich selbst immer gleich bleiben. Wenn die Natur von etwas wandelbar ist, kann sie nicht erkannt werden, da dann auch die Richtigkeit der Aussagen, die sich auf sie beziehen, der Veränderung unterliegt, sogar schon während des Beobachtungs- und Erkenntnisprozesses. Mit dieser Überlegung wendet sich Sokrates gegen die „Flusslehre“ des Kratylos. Der Vorsokratiker Heraklit, dessen Lehre Kratylos’ Weltbild geprägt hat, hat den unablässigen Wandel aller Erscheinungen betont und mit Fluss-Metaphern veranschaulicht. Diesen Gedanken sollen die Herakliteer – namentlich Kratylos – zugespitzt haben. Nach der hier von Sokrates kritisierten radikalen Variante der Flusslehre ist ausnahmslos alles so „im Fluss“, dass es überhaupt nichts Dauerhaftes gibt. Dieser Grundsatz müsste allerdings auch für die Benennungen gelten und würde generell jede Erkenntnis unmöglich machen. Vor einem solchen erkenntnistheoretischen Pessimismus als Konsequenz aus der Flusslehre will Sokrates warnen. Zugleich wirbt er für seine Alternative, die Ideenlehre, nach der es beispielsweise ein unwandelbares „Schönes an sich“ als objektive Realität gibt. Er kann zwar nicht ausschließen, dass es sich so verhält, wie die Herakliteer glauben, doch ist er anderer Meinung und fordert Kratylos auf, seine Position zu überdenken.
Kratylos nimmt sich vor, weiter darüber nachzudenken, will aber an der Flusslehre festhalten, die er weiterhin überzeugend findet.

## Die Gesprächsführung
Im Verlauf der Diskussion zeigt sich der Unterschied im Naturell zwischen Hermogenes und Kratylos. Hermogenes ist unsicherer und flexibler, er ist eher bereit, die Konsequenzen aus den ihm schlüssig scheinenden Darlegungen des Sokrates zu akzeptieren. Infolge seiner Naivität und Unerfahrenheit im philosophischen Diskurs ist er für Sokrates kein schwieriger Debattengegner. Von Kratylos zeichnet Platon ein relativ unvorteilhaftes Bild, das dem der in anderen platonischen Dialogen auftretenden Sophisten ähnelt. Trotz seiner Jugend will Kratylos den Eindruck erwecken, ein erfahrener Fachmann für schwierige philosophische Fragen zu sein, und traut sich zu, den weit älteren Sokrates zu seinem Schüler zu machen. Er ist aber offenbar nicht in der Lage, auf seinem Spezialgebiet, der Sprachphilosophie, sein eigenes Modell vorzutragen und zu erläutern, sondern reagiert nur auf die Fragen und Anregungen des Sokrates. Wenn er argumentativ in Bedrängnis gerät, hält er letztlich doch unbeirrt an seiner Position fest. Der Kontrast zwischen seinem Wissensanspruch und der Dürftigkeit seiner Beiträge zur Untersuchung lässt ihn als arrogant erscheinen.

## Philosophische Bilanz
Platons Auffassung ist in ihren Grundzügen aus den Äußerungen seines Sokrates im Dialog zu erschließen, die allerdings teils ironisch gemeint sind. Offensichtlich bringt Platon der Denkweise seines Kratylos, der eine bis ins Letzte sinnvoll durchgestaltete, prinzipiell erkennbare Weltordnung annimmt, viel Verständnis entgegen. Wie sein Kratylos lehnt er eine generelle Zurückführung der Benennungen auf reine Willkür und damit auf Zufall ab; einen Abbildcharakter der Wörter anzunehmen hält er zumindest vom Ansatz her für legitim.
Allerdings hält Platon die Wörter als Abbilder für erheblich verfälscht und schwer interpretierbar. Er ist sich über die gewaltigen Schwierigkeiten im Klaren, denen ein auf diesem Konzept basierendes Welterklärungsmodell in der Praxis begegnet. Einige Bemerkungen des Sokrates sollen dem Leser die Fragwürdigkeit der im Dialog unternommenen Versuche einer Wesensbestimmung der Dinge vor Augen führen. So stellt Sokrates fest, es gebe Indizien dafür, dass der Wortbildner die Dinge als fließend betrachtet habe, während andere Anzeichen dafür sprächen, dass er sie als statisch aufgefasst habe. Außerdem seien die Benennungen der vortrefflichsten Dinge denen der übelsten ähnlich. Als Kratylos dazu bemerkt, die meisten Anzeichen deuteten darauf, dass der Wortbildner ein Weltbild im Sinne der Flusslehre vertreten habe, macht ihn Sokrates darauf aufmerksam, wie abwegig es wäre, aus der Häufigkeit ein Wahrheitskriterium zu machen. Das sieht Kratylos ein. Hier wendet sich Platons Sokrates gegen voreilige, methodisch verfehlte Schlüsse, nachdem er schon zu Beginn seines Gesprächs mit Kratylos nachdrücklich vor Selbsttäuschung gewarnt hat. Unproblematisch ist hingegen der Umstand, dass Sokrates im Dialog für manche Wörter mehrere etymologische Erklärungen bietet. In der Antike galt solche Mehrdeutigkeit nicht als widersprüchlich, sondern die Deutungen wurden als einander ergänzend betrachtet. Der Wortbildner konnte mehrere einem Wort innewohnende Wahrheiten zugleich im Sinn gehabt haben.
Platon tritt nicht für die Hypothese eines historischen Verfalls ein, die eine generelle und bequeme Erklärung für die Schwierigkeiten der etymologischen Analyse bieten könnte. Er glaubt nicht, dass es anfänglich eine vollkommene Ursprache in einem Goldenen Zeitalter der Sprache gegeben habe und erst später die Verfälschung eingesetzt habe, sondern er rechnet mit einem anfänglichen Fehler des Wortbildners, der eine Kette weiterer Irrtümer nach sich gezogen habe. Die Sprachentwicklung sieht er als zusätzlichen Faktor, der später hinzukam. Er ist sich des Umstands bewusst, dass bei der Ausformung der Sprache Konvention und Gewohnheit eine wichtige Rolle spielen. Auch dieser Aspekt wird im Dialog gewürdigt. Angesichts der vielfältigen schweren Probleme und Unsicherheiten bei der Wortuntersuchung ist Platon nicht gewillt, der Sprache die hohe erkenntnistheoretische Relevanz zuzubilligen, die Kratylos ihr zuweist. Er akzeptiert Wörter nicht als eigenständige Erkenntnismittel. Hinzu kommt seine generelle Abneigung gegen eine Befassung mit Abbildern statt direkter Hinwendung zu den Urbildern.
Umstritten ist vor allem, ob die platonische Sprachphilosophie eher konventionalistisch oder eher naturalistisch geprägt ist. Damit hängt die Frage zusammen, wie Platon die zahlreichen von seinem Sokrates vorgetragenen Wortdeutungen, die nach heutigem Verständnis größtenteils etymologisch falsch sind, beurteilt hat. Der dominierenden Forschungsmeinung zufolge will er diese Art der Wortdeutung nur als sinnlose und lächerliche Betätigung diskreditieren. Nach der gegenteiligen Interpretation ist seine Absicht in diesen Partien des Dialogs nicht nur polemisch, sondern er billigt den Wortdeutungen einen begrenzten Erkenntniswert zu, da er sie etymologisch und teilweise auch philosophisch für richtig hält.
Manfred Kraus weist darauf hin, dass sich bei Platon die Benennungen auf die Ideen – die Urbilder der sinnlich wahrnehmbaren Dinge – als die eigentlichen Gegenstände der Erkenntnis beziehen. Da im Platonismus allein die ewigen, unwandelbaren Ideen das wahre Sein besitzen, wird dadurch ein Wahrheitsbezug der Sprache möglich, ohne dass eine direkte Beziehung zwischen den Benennungen und den Dingen der sinnlich wahrnehmbaren Welt angenommen werden muss. Die Beziehung zwischen den Benennungen und den Sinnesobjekten ist indirekt, da die Sinnesobjekte durch Teilhabe (Methexis) an den Ideen partizipieren.
Ein weiteres Thema der Forschung ist die Frage, ob die Wörter im Kratylos eher unter dem Aspekt des Klangs ihrer Laute oder unter dem Aspekt der Buchstaben, mit denen man sie schriftlich fixiert, betrachtet werden.
Der Ertrag des Dialogs besteht in erster Linie in der Einsicht, dass sich der Ansatz einer etymologischen Weltdeutung als untauglich erwiesen hat. Der Versuch, über die Etymologie und Lautgestalt der Wörter zu einer Erkenntnis der Dinge vorzustoßen, ist gescheitert. Weder Hermogenes’ noch Kratylos’ Theorie über die Sprachentstehung scheint zu einer stimmigen, rundum befriedigenden Erklärung der sprachlichen Befunde zu führen. Sokrates betont die Unsicherheit seiner Erwägungen. Der Dialog endet in einer Ratlosigkeit (Aporie), die weitere Bemühungen und einen neuen Ansatz erforderlich macht.

## Historischer Hintergrund und Entstehungszeit

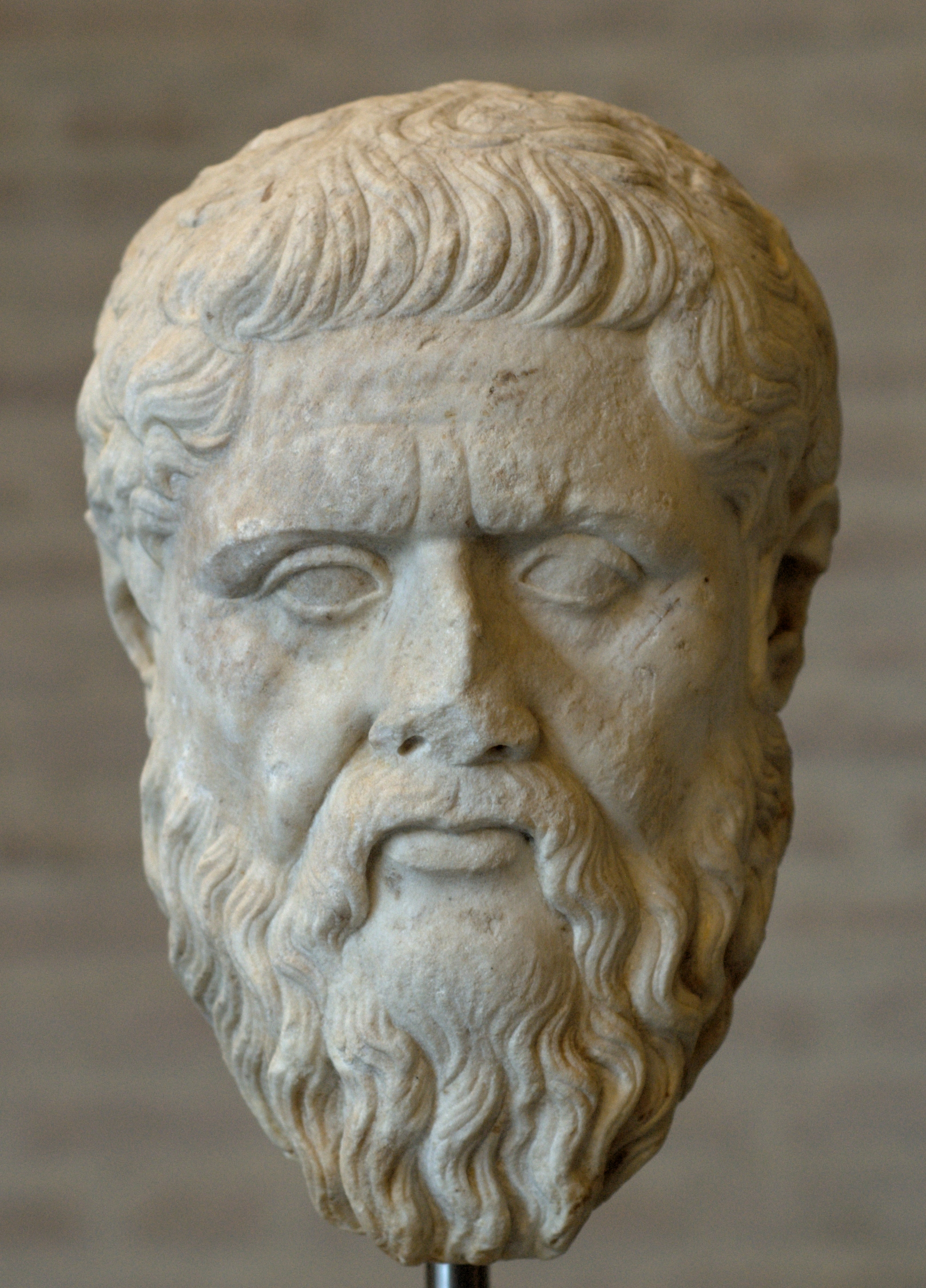
Platon (römische Kopie des griechischen Platonporträts des Silanion, Glyptothek München)

Platons Sokrates unterscheidet sich als literarische Gestalt erheblich von dem historischen Sokrates; er vertritt die Ideenlehre, eine platonische Theorie, die nicht zum Gedankengut des historischen Sokrates gehört. Unklar ist, inwieweit die Theorien des Kratylos und des Hermogenes damals gängigen Ansichten entsprechen.
Der Derveni-Papyrus, eine 1962 aufgefundene Schriftrolle, zeigt, dass schon vor der Entstehung des Kratylos eine Lehre von der objektiven Richtigkeit der Namen Verbreitung gefunden hat. Der Papyrus enthält Fragmente eines Gedicht-Kommentars aus dem späten 5. oder frühen 4. Jahrhundert v. Chr. Die Ähnlichkeiten des dort dargestellten Deutungsverfahrens der Allegorese mit der Kratylos zugeschriebenen Sprachauffassung sind auffallend, ein konkreter Zusammenhang mit Platons Dialog ist allerdings nicht ersichtlich.
Platons Angaben zufolge hatte Kratylos Schüler, die er im „rechten Wortgebrauch“ unterrichtete. Möglicherweise hat Platon selbst in seiner Jugend an Kratylos’ Unterricht teilgenommen, bevor er sich Sokrates anschloss. Aristoteles berichtet, Platon sei von Jugend auf zuerst mit Kratylos und den heraklitischen Lehrmeinungen vertraut geworden und habe auch später hinsichtlich der Sinnesobjekte an der Flusslehre festgehalten. Daher wird in der Forschung angenommen, dass Platon zeitweise stark von den Vorstellungen des Kratylos beeinflusst war. Ob dies im Rahmen eines Lehrer-Schüler-Verhältnisses geschah, ist allerdings unklar. Jedenfalls beschränkte Platon die Gültigkeit der Flusslehre auf den Bereich der Sinnesobjekte, die metaphysischen Entitäten nahm er nachdrücklich von ihr aus.
Da der Kratylos ein literarisches Werk ist, ist damit zu rechnen, dass sich Platon die Freiheit genommen hat, seiner Kratylos-Figur einzelne Ansichten in den Mund zu legen, die der historische Kratylos in dieser Form nicht vertreten hat. Auffällig ist der schroffe Gegensatz zwischen der jede Dauerhaftigkeit verneinenden starken Variante der Flusslehre, die sich Platons Kratylos zu eigen macht, und dem Konzept einer zeitunabhängigen Richtigkeit von Benennungen, das im Dialog als zentraler Bestandteil seiner Philosophie erscheint.
Eine stark zugespitzte Version der heraklitischen Lehre vom Wandel wird Kratylos auch von Aristoteles zugeschrieben. Nach dessen Angaben war Kratylos der Meinung, angesichts des unablässigen Wandels seien wahre – das heißt zeitunabhängig zutreffende – philosophische Aussagen unmöglich. Demnach vertrat Kratylos einen radikalen erkenntnistheoretischen Skeptizismus. Hierzu erzählt Aristoteles, Kratylos habe aus diesem Grund schließlich gar nichts mehr gesagt, sondern nur noch seinen Finger (zum Zeigen) bewegt. Diese Anekdote stellt allerdings möglicherweise Kratylos’ Position und Verhalten verzerrt dar, sie kann von einem Gegner oder Spötter stammen. Jedenfalls erscheint Kratylos bei Aristoteles als konsequenter Anhänger der Flusslehre. Von einer Theorie des Kratylos über die natürliche Richtigkeit von Benennungen und die Erkennbarkeit der Dinge mittels der Wörter erwähnt Aristoteles nichts, vielmehr unterstellt er ihm eine aus der Flusslehre resultierende radikale Verneinung des Nutzens der Sprache für den Gewinn philosophischer Erkenntnis.
Eine mögliche Erklärung dafür, dass die Überlieferung Kratylos sowohl die Flusslehre als auch die Sprachtheorie zuschreibt, ist die Annahme, dass er seine Meinung geändert hat. Aristoteles’ Darstellung deutet darauf, dass Kratylos seine auf der Flusslehre basierende erkenntnistheoretische Skepsis im Lauf der Zeit radikalisiert und auf die Benennungen ausgedehnt hat, nachdem er anfangs an den erkenntnistheoretischen Nutzen der Etymologie geglaubt hatte. Er könnte damit auf Platons Kritik an seiner früheren Sprachtheorie reagiert und diese aufgegeben haben.
Öfters ist in der Forschung die Möglichkeit erwogen worden, dass man hinter der literarischen Gestalt des Kratylos einen ungenannten historischen Gegner Platons (oder mehrere) zu suchen habe oder es um die Bekämpfung von Tendenzen innerhalb von Platons Akademie gegangen sei.
In der Forschung ist umstritten, welchen Platz der Dialog chronologisch unter Platons Werken einnimmt. Die Hypothese einer eher frühen Entstehung hat zeitweilig Anklang gefunden. In der neueren Forschung hat sich jedoch die Einordnung unter die Werke der mittleren Zeit durchgesetzt. Weder aus den stilistischen noch aus den inhaltlichen Anhaltspunkten kann die Entstehungszeit zuverlässig genauer bestimmt werden. Außerdem ist damit zu rechnen, dass Platon den Dialog im Lauf der Zeit überarbeitet hat. Für eine Spätdatierung plädiert Mary Margaret Mackenzie; sie meint, im Kratylos lasse sich bereits eine Kritik an der Ideenlehre eruieren, wie sie im Spätwerk des Philosophen zu finden ist.

## Rezeption

### Antike
Die Nachwirkung des Kratylos in der Antike war beträchtlich. Platons bekanntester Schüler Aristoteles war Konventionalist. In seiner Schrift Peri hermeneias (De interpretatione) legte er seine Sprachtheorie dar, ohne ausdrücklich auf den Kratylos Bezug zu nehmen. Ob seine Stellungnahme als Reaktion auf diesen Dialog zu verstehen ist, ist in der Forschung umstritten. Die Stoiker befassten sich intensiv mit der Thematik des Dialogs. Sie lehnten den Konventionalismus ab und bekannten sich zur Lehre von der natürlichen Richtigkeit der Wörter. Die im Kratylos dargelegten Grundgedanken dieser Lehre – die Vorstellung vom Ursprung der Sprache und das Vorgehen bei der Wortdeutung – übernahmen sie weitgehend. Wie Platons Sokrates nahmen sie Elementarwörter an und meinten, der Sprachschöpfer habe alle übrigen Wörter aus den Elementarwörtern geschaffen. Sie teilten auch die im Kratylos vorgetragene Auffassung, dass die Aufgabe der Etymologie darin bestehe, zu den Elementarwörtern vorzudringen, und dass auf diesem Wege Erkenntnisse auch über nichtsprachliche Sachverhalte zu gewinnen seien. In manchen Einzelheiten entwickelten sie aber abweichende Ansichten; insbesondere hielten sie die Wörter nicht für Abbilder von Ideen, da sie die Ideenlehre ablehnten. Die im Dialog nachdrücklich geäußerte Skepsis gegenüber dem Wert der Etymologie für das philosophische Erkenntnisstreben scheint den stoischen Diskurs kaum beeinflusst zu haben; vielmehr legten die Stoiker großen Wert auf das Etymologisieren, da sie die Kompetenz der Wortbildner hoch veranschlagten.
In epikureischen Kreisen wurde die Annahme, ein Wortbildner habe die Wörter geschaffen und die Benennungen den benannten Dingen zugeordnet, als verrückte, lächerliche Vorstellung verworfen.
Der Geschichtsschreiber und Rhetor Dionysios von Halikarnassos hielt Platon für den Initiator der etymologischen Forschung, wobei er besonders auf den Kratylos hinwies.
In der Tetralogienordnung der Werke Platons, die anscheinend im 1. Jahrhundert v. Chr. eingeführt wurde, gehört der Kratylos zur zweiten Tetralogie. Der Philosophiegeschichtsschreiber Diogenes Laertios zählte ihn zu den „logischen“ Schriften und gab als Alternativtitel „Über die Richtigkeit der Wörter“ an. Dabei berief er sich auf eine heute verlorene Schrift des Mittelplatonikers Thrasyllos.
Der Philosoph Alkinoos, ein namhafter Vertreter des Mittelplatonismus in der römischen Kaiserzeit, ging in seinem „Lehrbuch (didaskalikós) der Grundsätze Platons“ ausführlich auf den Kratylos ein. Seinem Verständnis zufolge beruht nach Platons Lehre die Richtigkeit der Bezeichnungen auf einer korrekten Tätigkeit der Wortbildner, die auf den Zusammenhang der Wörter mit der Natur der bezeichneten Dinge geachtet haben. Alkinoos verschwieg Platons Skepsis hinsichtlich der Kompetenz der Wortbildner. Eine ähnlich positive Meinung von der Weisheit der Wortbildner hatte Plutarch, der die im Kratylos vorgeschlagenen Etymologien von Götternamen für richtig hielt. Bei seinen Ausführungen über die Etymologie des Namens der Göttin Isis berief er sich auf Platons Dialog.
Der Gelehrte Porphyrios († 301/305), ein Neuplatoniker, schrieb einen Kommentar zum Kratylos, der nicht erhalten geblieben ist. Auch bei den späteren Neuplatonikern fand der Dialog viel Beachtung. Iamblichos († um 320/325), der für den spätantiken Neuplatonismus eine wegweisende Rolle spielte, ließ in seiner Schule den Kratylos als vierten der zwölf aus seiner Sicht wichtigsten Dialoge Platons studieren, wie der Verfasser der anonym überlieferten spätantiken „Prolegomena zur Philosophie Platons“ berichtet. Im 5. Jahrhundert verfasste der Neuplatoniker Proklos einen Kratylos-Kommentar, von dem nur Auszüge erhalten geblieben sind. Sein Anliegen war die Ersetzung der damals gängigen aristotelischen Sprachtheorie durch eine platonische. Proklos befürwortete den Gedanken einer natürlichen Richtigkeit von Benennungen, insbesondere der Götternamen, denen nach seiner Ansicht ein Erkenntniswert zukommt. Er verglich die Götternamen mit Statuen der Götter. Als den ersten Wortbildner betrachtete er den Demiurgen, den Schöpfergott. Aus dieser Perspektive kritisierte er Aristoteles, in dem er einen Befürworter des im Dialog von Hermogenes vertretenen radikalen Konventionalismus sah. Proklos lehrte, Namen seien aus Form und Materie zusammengesetzte Abbilder metaphysischer Entitäten. Die materielle Komponente, der Klang, sei unwesentlich, es komme auf die Urbilder der Namen, die platonischen Ideen an. Die Ideen verortete er im göttlichen Intellekt (Nous). Auch der einflussreiche Aristoteles-Kommentator Ammonios Hermeiou, ein Schüler des Proklos, befasste sich mit dem Dialog; in seinem Kommentar zu Aristoteles’ Schrift Peri hermeneias erörterte er die konträren Auffassungen, die Kratylos und Hermogenes vertreten, und Platons eigene Position. Dabei bemühte er sich im Gegensatz zu Proklos um eine Harmonisierung der Konzepte von Platon und Aristoteles.

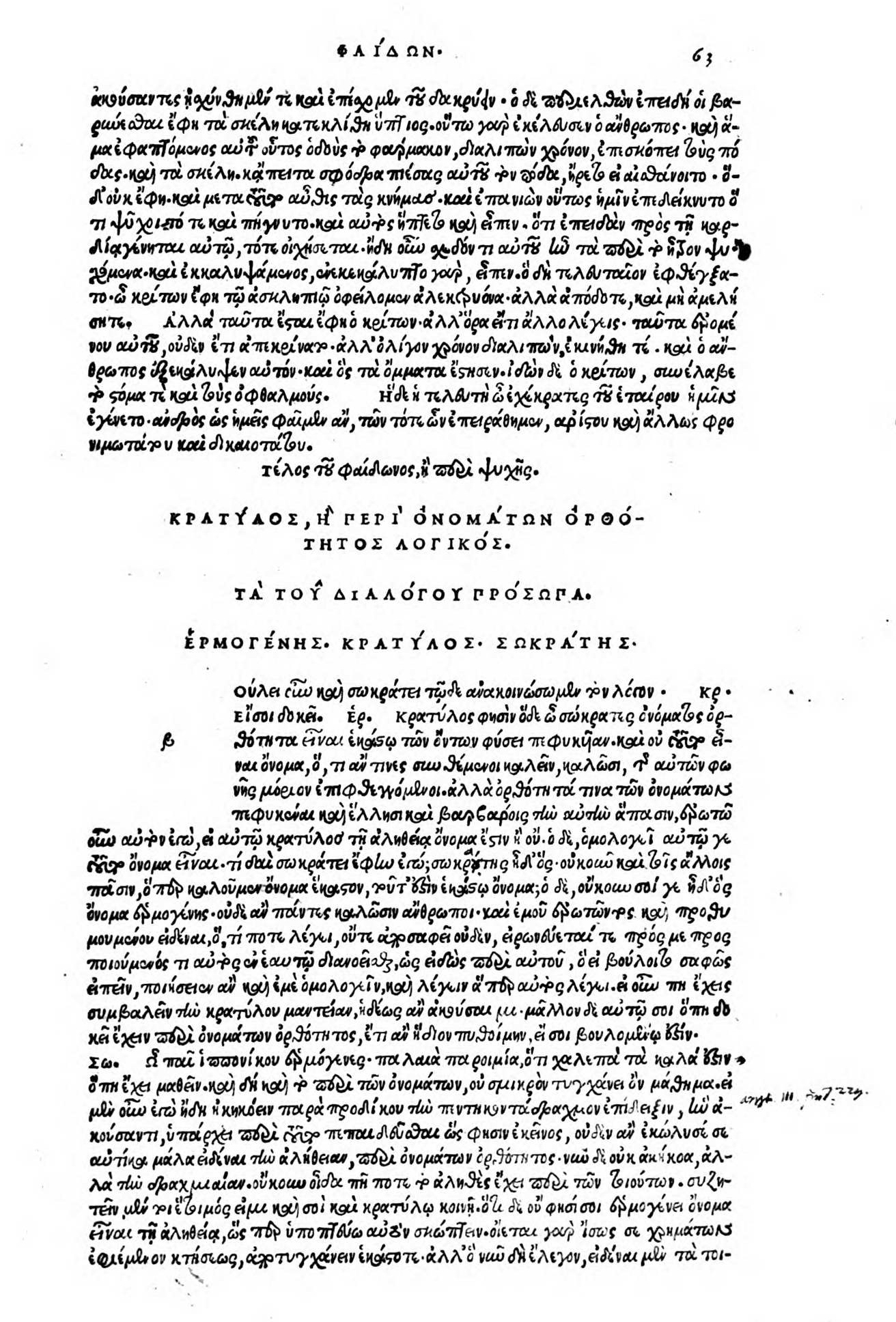
Der Anfang des Kratylos in der Erstausgabe, Venedig 1513

Auch in christlichen Kreisen wurde der Kratylos gelesen. Der Kirchenvater Eusebios von Caesarea zitierte in seiner Praeparatio evangelica mehrere Passagen des Dialogs in einem Kapitel, in dem er die Richtigkeit der Namen bei den Hebräern behandelte.
Die antike Textüberlieferung beschränkt sich auf ein Papyrus-Fragment aus dem späten 2. Jahrhundert.

### Mittelalter und Frühe Neuzeit
Im Byzantinischen Reich hatten manche Gelehrte Zugang zum Kratylos; die älteste erhaltene mittelalterliche Handschrift wurde dort im Jahr 895 angefertigt. Bei den lateinischsprachigen Gelehrten des Abendlands hingegen war der Dialog im Mittelalter unbekannt. Im Westen wurde er erst im Zeitalter des Renaissance-Humanismus wiederentdeckt. Im frühen 15. Jahrhundert war der Humanist Leonardo Bruni im Besitz einer Kratylos-Handschrift. Die erste lateinische Übersetzung erstellte der Humanist Marsilio Ficino. Er veröffentlichte sie 1484 in Florenz in der Gesamtausgabe seiner Platon-Übersetzungen und stellte ihr eine Einleitung (argumentum) voran.
Die Erstausgabe des griechischen Textes erschien im September 1513 in Venedig bei Aldo Manuzio im Rahmen der von Markos Musuros herausgegebenen Gesamtausgabe der Werke Platons.

### Moderne
In der modernen Forschung wird oft auf die Schwierigkeit der Interpretation hingewiesen; der Kratylos gilt als eines der schwierigsten Werke Platons. Schon 1807 konstatierte der einflussreiche Platon-Übersetzer Friedrich Schleiermacher in der Einleitung zur ersten Auflage seiner Übersetzung des Kratylos: „Viel Mühe hat den Freunden des Platon von altem Schrot und Korn dieses Gespräch immer gemacht.“
Friedrich Nietzsche kam zum Ergebnis, Platon habe jegliche Richtigkeit der Benennungen in dem Sinne, dass „die Sprache uns die Dinge lehre“, bestritten. Insgesamt zeigte sich Nietzsche von dem Dialog „auf das Ärgste enttäuscht“, denn als moderner Mensch sei man „durch die außerordentlichen Erkenntnisse der Sprachwissenschaft so verwöhnt“, dass man sich „kaum auf so naive Standpunkte zurückdenken“ könne.
In der ersten Hälfte des 20. Jahrhunderts gingen namhafte Gelehrte von einer sehr begrenzten Zielsetzung Platons aus. Ulrich von Wilamowitz-Moellendorff war der Meinung, dass Platons Sokrates im Kratylos „bloß scherzt und fremde Irrtümer aus dem Wege räumt“; dieser Dialog sei „ein lustiges Buch“, das „ein wahres Feuerwerk des tollsten Witzes“ biete, einen „Sprühregen von mehr oder weniger geistreichen Etymologien“, aber zu der ernsten Mahnung führe, man solle sich auf so abwegige Bemühungen nicht einlassen. Paul Friedländer fand in den „belustigend-ermüdenden Etymologienreihen“ des Dialogs einen „Wechsel von Unsinn und Tiefsinn“. Kurt Hildebrandt schrieb 1933, Platon habe mit der Fülle der etymologischen Beispiele den wissenschaftlichen Anspruch der verwendeten sprachanalytischen Methode ironisch widerlegen, zugleich aber „das lebendige Sprachgefühl“ der Philosophieschüler entwickeln wollen.
In der neueren Forschungsliteratur hingegen wird der Kratylos als das Werk gewürdigt, mit dem die europäische Sprachphilosophie beginnt: Er sei die erste geschlossene Schrift unseres Kulturkreises, welche die Sprache und ihre Funktion reflektiere (Jürgen Villers), der „Ausgangspunkt aller europäischen Sprachphilosophie und -wissenschaft“ (Tilman Borsche).
Häufig werden die zukunftsweisenden Aspekte des Dialogs betont. Nach der Einschätzung von Tilman Borsche wird hier „der Grundstein für die spätere Trennung von Erkenntnistheorie und Sprachtheorie gelegt“. Auch die Sprachphilosophen Kuno Lorenz und Jürgen Mittelstraß setzen die Bedeutung des Kratylos hoch an: Er enthalte ein Programm einer rationalen Sprachphilosophie, das auch für den gegenwärtigen Diskurs relevant sei, sowie eine Fülle nützlicher Anregungen, welche die Beachtung moderner Sprachphilosophen verdienten. Egil A. Wyller verweist auf „die nicht nur linguistische, sondern rein philosophische Problem-Fülle“, die in dem Dialog stecke und erst allmählich wieder ins Blickfeld komme. Auch Peter Schmitter kommt in seiner Untersuchung der Kommunikationsmodelle im Kratylos zum Ergebnis, bei Platon finde sich „eine Fülle von Gedanken, die die moderne Kommunikationstheorie (…) erst wieder neu entdecken musste“. Manfred Kraus stellt fest, Platon unterscheide implizit zwischen Bedeutungs- und Bezeichnungsrelation; damit stehe sein Konzept „modernen Entwürfen der Semantik schon erstaunlich nahe“. Bemerkenswert sei das erstaunliche Spektrum an wichtigen sprachwissenschaftlichen Erkenntnissen, das im Kratylos ausgebreitet werde. Ernst Heitsch findet Platons Analyse „überraschend modern“. Er meint, Platon schreibe für kritische Leser, der Dialog sei eine Übung kritischen und vernünftigen Lesens und gebe zugleich Anleitung zum genauen Sprechen und Denken.
Der Sprachtheoretiker Karl Bühler nahm auf den Kratylos Bezug, als er 1934 in seinem Standardwerk Sprachtheorie sein „Organon-Modell“ der Sprache darlegte. Mit Recht habe Platon die Sprache als Werkzeug zum Zweck von Mitteilungen über die Dinge aufgefasst. Die Frage, ob es jemals eine Zuordnung von Laut und Ding aufgrund einer Ähnlichkeit zwischen ihnen gegeben hat, bleibe offen; jedenfalls sei in der Gegenwart keine Ähnlichkeit zu erkennen. Im Kratylos sei die Entscheidung für den Konventionalismus gefallen, und dabei bleibe es.
Der Semiotiker Roman Jakobson trug 1965 Überlegungen vor, welche „die Frage, die in Platons faszinierendem Dialog Kratylos scharfsinnig diskutiert wird, wieder aufleben“ lassen. In einem knappen Forschungsüberblick stellte er fest, dass die Sichtweise des Hermogenes, wonach die Sprache eine willkürliche, nur durch Gewohnheit etablierte Übereinkunft ist und die Natur der sprachlichen Zeichen gleichgültig ist, in der modernen Semiotik viel Anklang gefunden hat, aber auch auf Widerspruch gestoßen ist. Jakobson selbst hielt an einer nicht willkürlichen Komponente in den zeichenhaften Äußerungen fest. Er wies unter anderem darauf hin, dass die Ansicht, sprachliche Zeichen seien beliebig vertauschbar, von den Sprechern selbst nicht geteilt zu werden pflegt.
Der Hermeneutiker Hans-Georg Gadamer betont wie viele andere die Weichenstellung, die der Kratylos als „Grundschrift des griechischen Denkens über Sprache“ für die europäische Sprachphilosophie bedeutet. Für ihn stellt das Werk „bereits den ersten Schritt in eine Richtung dar, an deren Ende die neuzeitliche Instrumentaltheorie der Sprache und das Ideal eines Zeichensystems der Vernunft liegt“. Allerdings beurteilt Gadamer diese Entwicklung kritisch. Platon habe das Denken so auf sich selbst stellen wollen, dass damit die „Macht der Worte“ und ihre „dämonische Technisierung in der sophistischen Argumentierkunst“ überwunden werde. Dabei sei er aber vor dem wirklichen Verhältnis von Wort und Sache zurückgewichen. Das „eigene Wesen der Sprache“ habe er gründlich verdeckt, das Wort werde auf seine Funktion als Zeichen und den ihm zugewiesenen Werkzeugcharakter reduziert. Die „Sprachgebundenheit des Denkvollzugs“ werde nicht angemessen berücksichtigt. Die Folge dieser Sichtweise sei die „Sprachvergessenheit des abendländischen Denkens“.
Der Literaturwissenschaftler Gérard Genette veröffentlichte 1976 seine umfangreiche Untersuchung Mimologiques (deutsch Mimologiken), in der er die Geschichte des „mimologischen“ Diskurses analysiert, das heißt der Sprachkonzeptionen, die von einem Nachahmungsverhältnis zwischen Wörtern und Dingen ausgehen. Darin befasst er sich auch ausführlich mit dem Kratylos, den er als „Gründungstext, Matrix und Programm“ der mimologischen Tradition bezeichnet. Genette unterscheidet zwischen dem „primären Kratylismus“ des Kratylos, der das mimologische Konzept auf die reale Sprache anwende, und dem „sekundären Kratylismus“ Platons und des platonischen Sokrates. Die Vertreter des sekundären Kratylismus hätten sich von dem naiven Denken des primären gelöst, hielten aber an dem Grundgedanken eines sprachlichen Naturzustandes fest, wenngleich sie einräumten, dass er historisch nie verwirklicht worden sei.
Weniger Wertschätzung findet die literarische Gestaltung des Dialogs. Bemängelt wird, dass der Aufbau undurchsichtig und die Komposition unausgewogen sei. Dabei wird insbesondere darauf hingewiesen, dass der philosophisch relativ unergiebige Etymologienteil über die Hälfte des gesamten Textes ausmacht. Schon 1807 urteilte Friedrich Schleiermacher, in diesem Werk trete „die Kunst der dialogischen Komposition etwas zurück“; er wies auf harte Übergänge hin und bemerkte, Platon scheine „fast ermüdet zu sein von der Fülle des philologischen Scherzes“, daher habe er den Schlussteil „so leicht als möglich hingeworfen“.

## Ausgaben und Übersetzungen
- William S. M. Nicoll, Elizabeth A. Duke (Hrsg.): Kratylos. In: Elizabeth A. Duke u. a. (Hrsg.): Platonis opera, Band 1, Oxford University Press, Oxford 1995, ISBN 0-19-814569-1, S. 187–275 (maßgebliche kritische Edition).
- Otto Apelt (Übersetzer): Platons Dialog Kratylos. In: Otto Apelt (Hrsg.): Platon: Sämtliche Dialoge, Bd. 2, Meiner, Hamburg 2004, ISBN 3-7873-1156-4 (Übersetzung mit Einleitung und Erläuterungen; Nachdruck der 2., durchgesehenen Auflage, Leipzig 1922).
- Julius Deuschle (Übersetzer): Kratylos. In: Erich Loewenthal (Hrsg.): Platon: Sämtliche Werke in drei Bänden, Bd. 1, unveränderter Nachdruck der 8., durchgesehenen Auflage, Wissenschaftliche Buchgesellschaft, Darmstadt 2004, ISBN 3-534-17918-8, S. 541–616.
- Gunther Eigler (Hrsg.): Platon: Werke in acht Bänden, Band 3, 5. Auflage, Wissenschaftliche Buchgesellschaft, Darmstadt 2005, ISBN 3-534-19095-5, S. 395–575 (Abdruck der kritischen Ausgabe von Louis Méridier, 14. Auflage, Paris 1969, mit der deutschen Übersetzung von Friedrich Schleiermacher, 2., verbesserte Auflage, Berlin 1824).
- Rudolf Rufener (Übersetzer): Platon: Spätdialoge I (= Jubiläumsausgabe sämtlicher Werke, Bd. 5). Artemis, Zürich/München 1974, ISBN 3-7608-3640-2, S. 321–415 (mit Einleitung von Olof Gigon S. XLVII–LI).